# クリスティーナ・フェルナンデス・デ・キルチネル暗殺未遂事件
クリスティーナ・フェルナンデス・デ・キルチネル暗殺未遂事件（クリスティーナ・フェルナンデス・デ・キルチネルあんさつみすいじけん）は、現地時間2022年9月1日午後8時27分にアルゼンチン首都ブエノスアイレスの自宅前にて元大統領であり、現副大統領であるクリスティーナ・フェルナンデス・デ・キルチネルを暗殺しようとした事件。
支持者にあいさつをしていたところ、群衆の中から突然、銃口がクリスティーナに向けられた。しかし犯人が持っていた.32ACP弾が5発入ったピストルが詰まっており2回引き金を引いたが、即座に警備員に連れていかれた。

## 事件概要

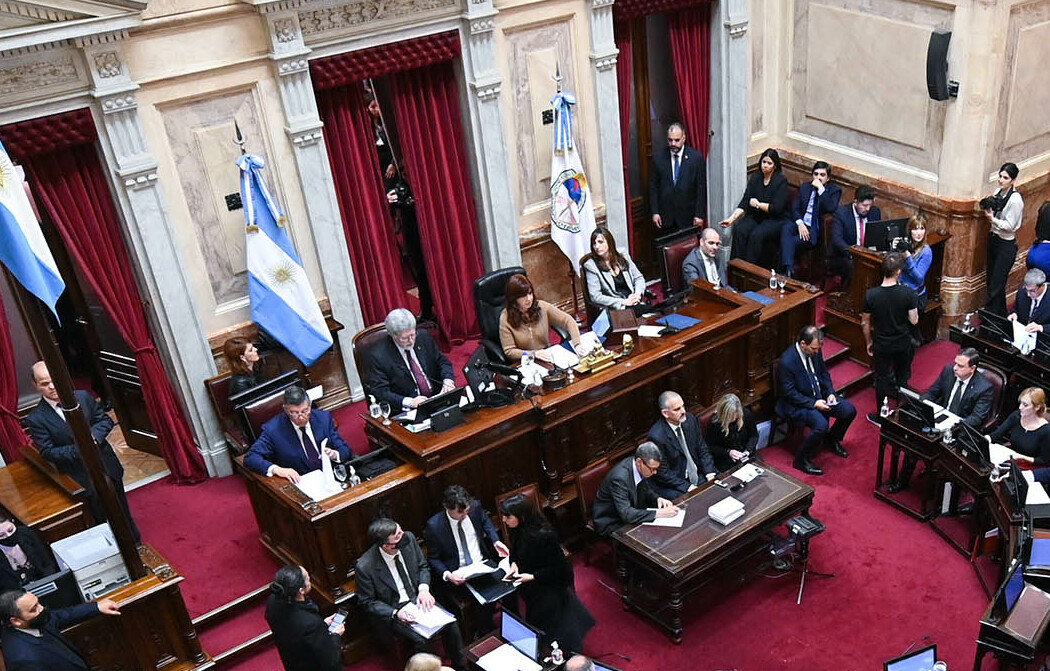
事件当日のアルゼンチン上院議会

2022年9月1日、クリスティーナはアルゼンチン上院議会の議長を務めた後に、アルゼンチンブエノスアイレスにある自宅に戻った。ドアの外にいるサポーターが自伝である「シンセラメンテ」を持ってきてサインを求めた。サインを記入している途中に、男が近づき、男はピストルをクリスティーナの顔に銃口を向けた。引き金は引かれていたが、発砲されなかった。銃口が顔に向けられた直後、クリスティーナは無意識に数歩下がり、手で顔を覆っていた。男は警察に拘束され、連行された。警察は後に、男が持っていた銃の中に弾丸が5発入っていた事を確認し、回収した。また、男の自宅を家宅捜査すると、銃弾100発が入った箱を2箱回収した。一方でイギリスのガーディアン誌は、男は引き金を引いていないとの報告もあると述べている。

## 犯人のプロフィール
フェルナンド・アンドレ・サバグ・モンティエル（スペイン語:Fernando André Sabag Montiel、1987年1月13日 - ）チリ人の母親とアルゼンチン人の父親から生まれ、1993年にアルゼンチンに引っ越している。副業でUberEATSの配達員をしていた。また、過去に逮捕歴もあり、2021年3月17日に護身用と主張していた35cmのナイフを持っていた事により、逮捕された。
クリスティーナを暗殺しようとした動機は不明であり、殺人未遂の容疑で起訴された。また、男の家を家宅捜査すると、銃の弾100発が発見された。

## 影響
この事件の影響を受け、現大統領であるアルベルト・フェルナンデスは、国民が「命と民主主義を守り、副大統領と連帯を示す」ための時間がとれるよう、2日を国民の祝日に指定した。また、アルゼンチンのサッカー協会は1日夜に、2日に実施が予定されていた全試合の延期を発表した。

## 反応
- 現アルゼンチン大統領のアルベルト・フェルナンデス大統領は、今回のフェルナンデス・デ・キルチネル氏の暗殺未遂は、1983年の民主化以来、最も深刻な事件だと非難した。
- キューバのミゲル・ディアス＝カネル大統領はこの事件に関してショックを受けていると述べている[4]。
- バチカンのフランシスコ教皇は、フェルナンデス・デ・キルチネル副大統領に電報を送った[4]。